# Hankavesi och Välivesi
Hankavesi och Välivesi är en sjö i Finland. Den ligger i kommunen Etseri i landskapet Södra Österbotten, i den centrala delen av landet, 270 km norr om huvudstaden Helsingfors. Hankavesi och Välivesi ligger 153,5 meter över havet. I omgivningarna runt Hankavesi och Välivesi växer i huvudsak barrskog. Den är 16 meter djup. Arean är 12,93 kvadratkilometer och strandlinjen är 63,94 kilometer lång. Sjön  ingår i Kumo älvs huvudavrinningsområde. 